# Barbarikon
Barbarikon was een haven bij de nugeheten stad Karachi in Pakistan, belangrijk in de Griekse tijd in de handel rond de Indische Oceaan. Het wordt kort genoemd in de Periplus van de Erythreïsche Zee:
"Deze rivier (de Indus) heeft zeven mondingen, heel ondiep en moerasachtig, zodat ze niet bevaarbaar zijn, behalve de middelste; waar bij de kust de marktplaats Barbaricum ligt. Ervoor ligt een klein eiland en meer landinwaarts ligt de stad van de Scythen, Minnagara; Deze is van  Parthische princen die elkaar steeds verdrijven." Periplus, Hoofdstuk 38
"De schepen liggen voor anker bij Barbaricum, maar al hun vracht wordt over de rivier naar de hoofdstad aan de rivier gebracht, naar de Koning. Op deze markt worden veel dunne kleren, een beetje onecht, geïmporteerd; verder linnen, topaas, koraal, gum, olibanum, glazen vaten, zilver en gouden vaatwerk, en een beetje wijn. Aan de andere kant worden er  costus geëxporteerd, bdellium, lycium, nard, Turkoois, lapis lazuli, huiden uit Seres, katoenen stof, zijden draad en  indigo."  - Periplus Hoofdstuk 39
Barbarikon wordt in het Grieks ook gebruikt om gebieden buiten de beschaving en/of het Romeinse Rijk aan te duiden. 
Barbarikon is mogelijk met het latere Banbhore te identificeren.

## Noot
1. ↑  N. Rashid, The Lost City Of Banbhore & The ancient trade links, in EASAA 2005. Handbook of Papers and Panels, p. 8.